# Пиролузит
Пиролузитът е минерал, манганов диоксид (MnO2). Той е непрозрачен, на цвят е черен или сиво-стоманен. Кристалите му са дребни, игло- или стълбовидни. Пиролузитът притежава полупроводникови и пиезоелектрични свойства. В солна киселина се разтваря с отделяне на хлор. Кристалната разновидност на пиролузита някога е наричана полианит (остарял термин).

## Използване
Смлян естествен и синтетичен пиролузит (т.нар. електролитен манганов диоксид) се използва при производството на галванични елементи и батерии, както и:
- за получаване на катализатори от типа на гопкалита в специални противогази за защита от СО;
- от пиролузит се получава калиев перманганат и манганови соли;
- в стъкларското производство пиролузитът се използва за обезцветяване на зелените стъкла;
- за производство на бързосъхнещи масла;
- пиролузитът е важна руда за добиване на манган.

## Интересно
Във Франция, на места, обитавани от неандерталци, археолози откриват голям брой малки черни блокове от манганови оксиди, вероятно събрани заради техните оцветяващи свойства. По-подробни анализи сочат обаче, че късните неандерталци в пещерата Pech-de-l'Azé специално са събирали манганов диоксид, за да използват този минерал като окислител, т.е. за лесното разпалване на огън. Чрез археологически доказателства за намерените огнища и превръщането на мангановия диоксид в прах учените твърдят, че неандерталците в тази пещера са използвали манганов диоксид при паленето на огън и са произвеждали огън, когато са поисквали.